# Bełcz Mały
Bełcz Mały es una localidad del distrito de Góra, en el voivodato de Baja Silesia (Polonia). Se encuentra en el suroeste del país, dentro del término municipal de Wąsosz, a unos 5 km al noroeste de la localidad homónima y sede del gobierno municipal, a unos 13 al sudeste de Góra, la capital del distrito, y a unos 57 al norte de Breslavia, la capital del voivodato. Bełcz Mały perteneció a Alemania hasta 1945.
- Datos: Q4900411